# Хоенцолерн-Зигмаринген
Хоенцолерн-Зигмаринген (на немски: Hohenzollern-Sigmaringen) е графство и от 1623 до 1849 г. княжество в Германия. Управлява се от швабския католически клон на рода Хоенцолерн. Друга част на фамилията управлява княжество Хоенцолерн-Хехинген.
Княжеството Хоенцолерн-Зигмаринген се създава от графство Цолерн и има площ от 906 km² и 40 492 жители (1849) със столица Зигмаринген в Баден-Вюртемберг.
През 1849 г. Карл Антон (1848 – 1849; баща на румънския крал Карол I) губи териториите си в Прусия, но формално продължава да се титулува като княз на Хоенцолерн-Зигмаринген.

## Владетели
Графове на Хоенцолерн-Зигмаринген (1576 – 1623)
- Карл II (1576 – 1606)
- Йохан (1606 – 1623)

Князе на Хоенцолерн-Зигмаринген (1623 – 1849)
- Йохан (1623 – 1638)
- Майнрад I (1638 – 1681)
- Максимилиан (1681 – 1689)
- Майнрад II (1689 – 1715)
- Йозеф Фридрих Ернст (1715 – 1769)
- Карл Фридрих (1769 – 1785)
- Антон Алойс (1785 – 1831)
- Карл (1831 – 1848)
- Карл Антон (1848 – 1849)

### Румъния
- 1866 – 1914 – Карол I, княз до 1881 г., после – крал
- 1914 – 1927 – Фердинанд I
- 1927 – 1930 – Михай I
- 1930 – 1940 – Карол II
- 1940 – 1947 – Михай I

- Герб на Хоенцолерн-Зигмаринген (1849)
- Герб на Хоенцолерните